# Seznam nejvyšších budov v Los Angeles

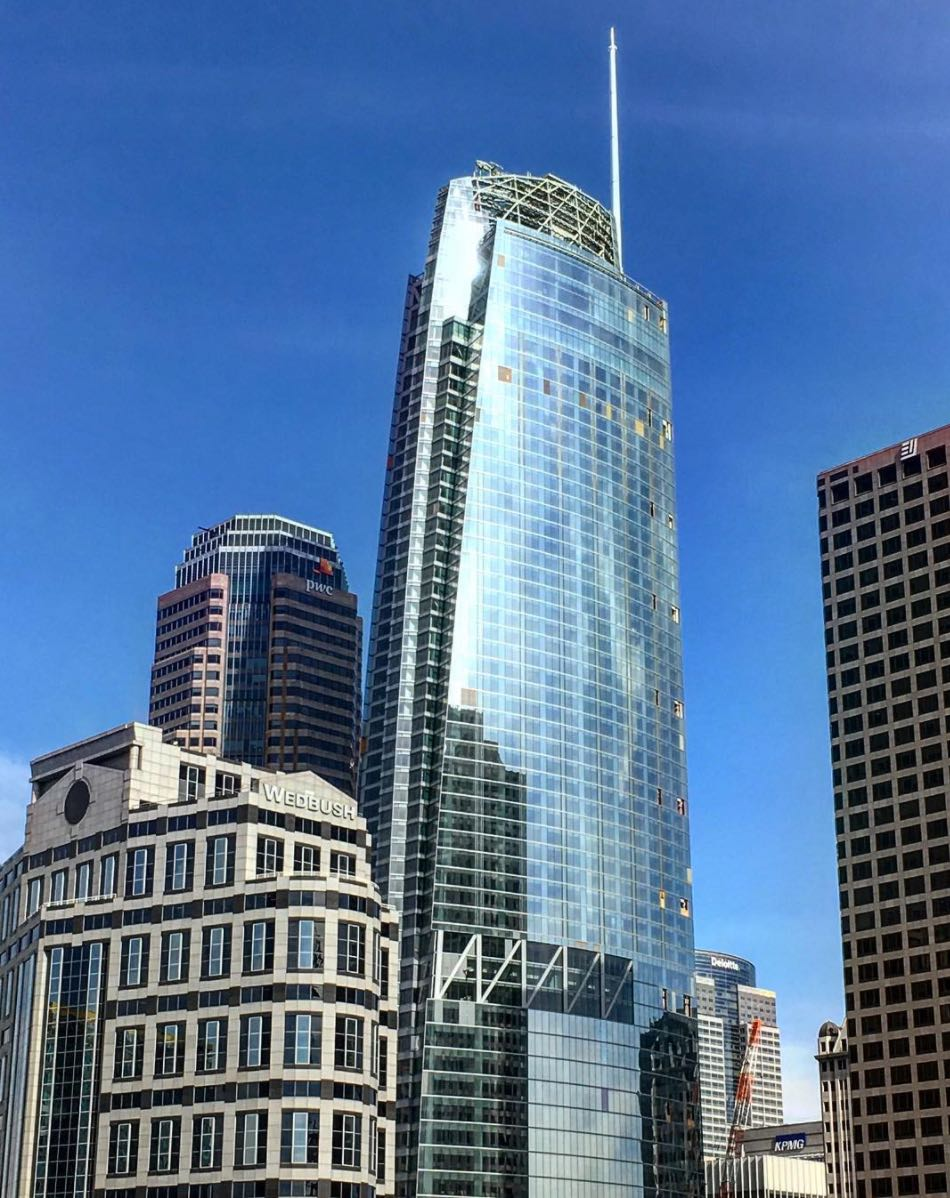
Wilshire Grand Center

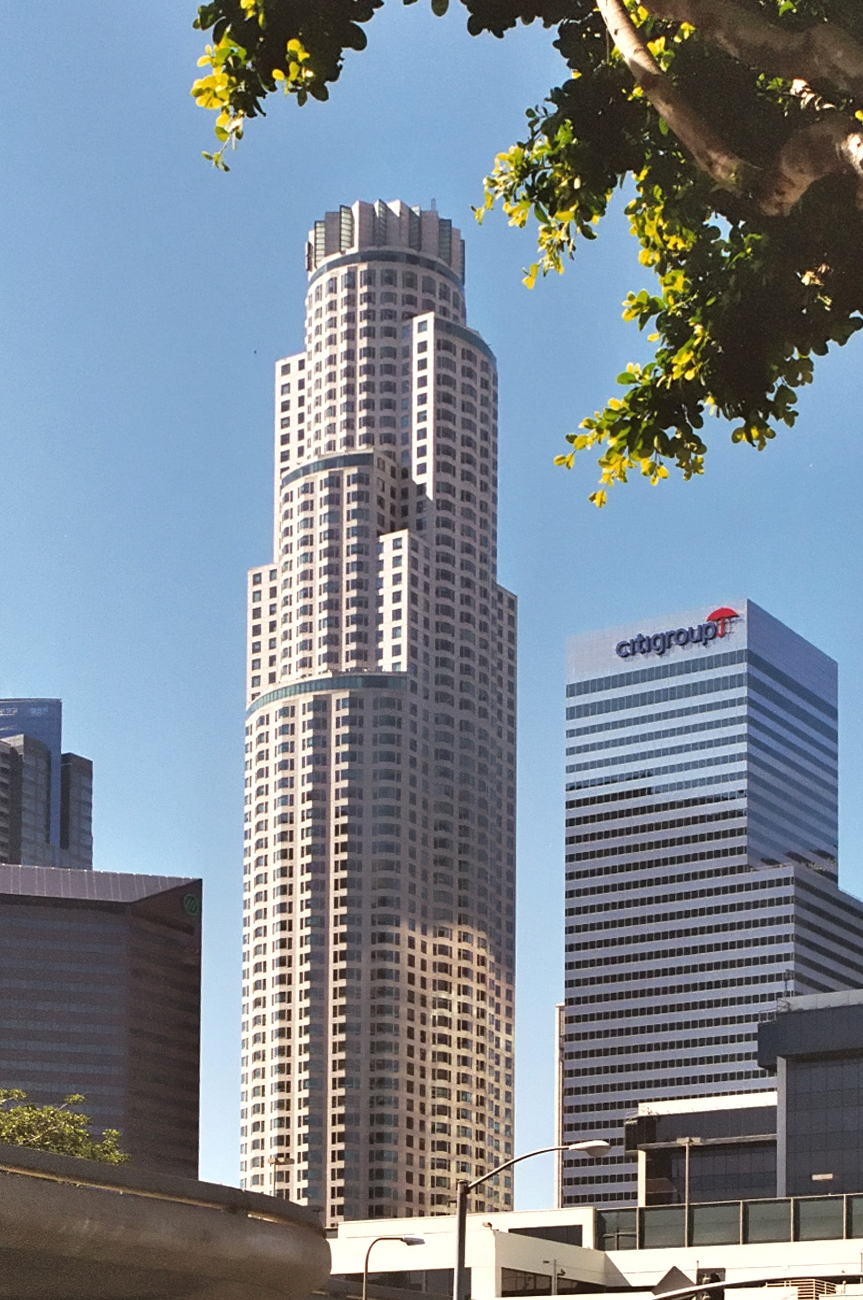
U.S. Bank Tower

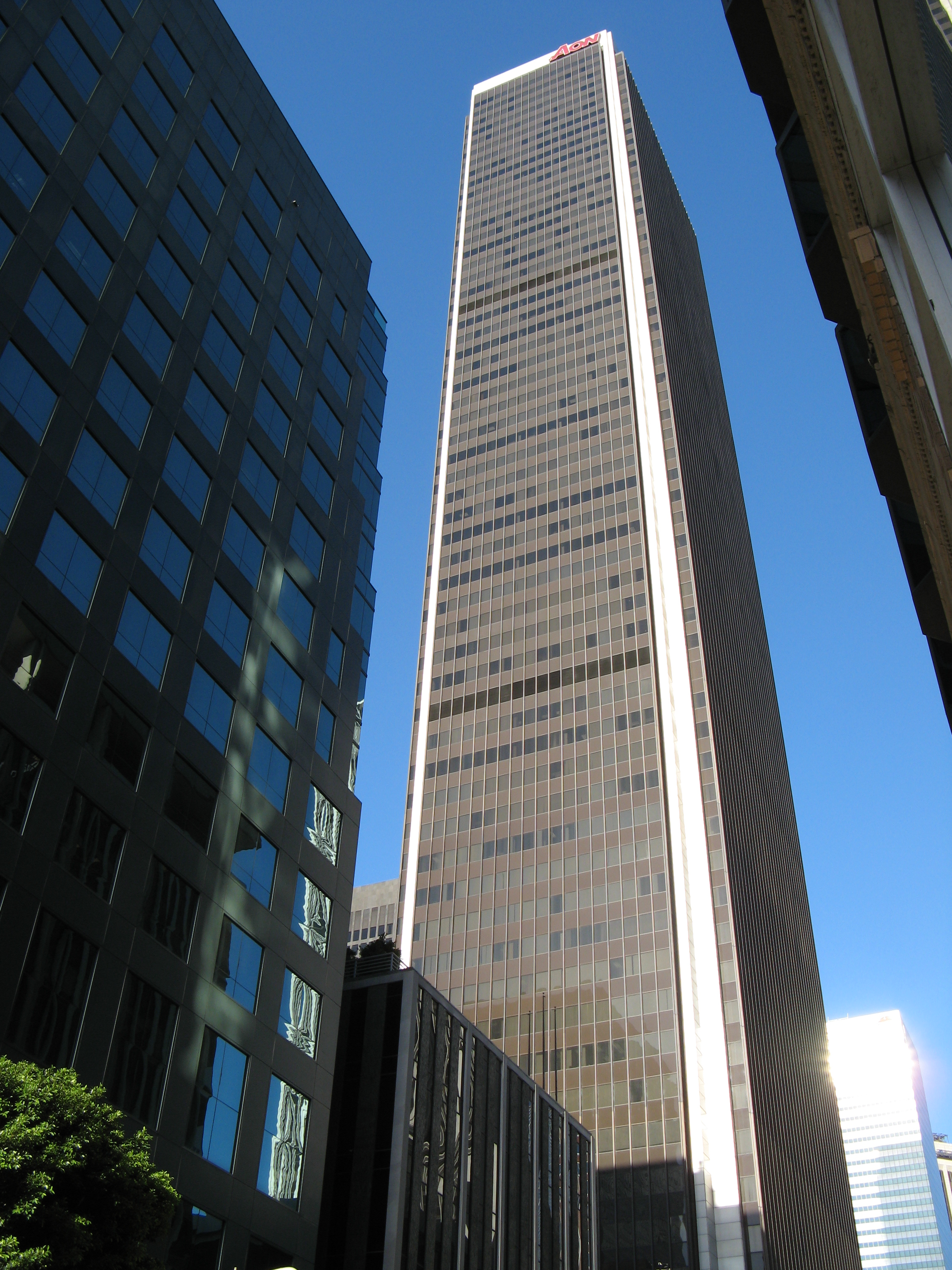
Aon Center

Seznam 20 nejvyšších budov v Los Angeles (Kalifornie, USA). Platný v roce 2018.
| Pořadí  | Název                           | Výška [m] | Podlaží | Výstavba  |
| ------- | ------------------------------- | --------- | ------- | --------- |
| 1       | Wilshire Grand Center           | 335       | 73      | 2013-2017 |
| 2       | U.S. Bank Tower                 | 310       | 73      | 1987-1990 |
| 3       | Aon Center                      | 262       | 62      | 1972-1973 |
| 4       | Two California Plaza            | 229       | 54      | 1990-1992 |
| 5       | Gas Company Tower               | 228       | 52      | 1988-1991 |
| 6       | Bank of America Center          | 224       | 55      | 1973-1974 |
| 7       | 777 Tower                       | 221       | 52      | 1988-1991 |
| 8       | Wells Fargo Tower               | 220       | 54      | 1981-1983 |
| 9       | Figueroa at Wilshire            | 219       | 53      | 1988-1990 |
| 10 - 11 | City National Tower             | 213       | 52      | 1970-1972 |
| 10 - 11 | Paul Hastings Tower             | 213       | 52      | 1970-1972 |
| 12      | LA Live Hotels and Condominiums | 199       | 54      | 2006-2010 |
| 13      | Citigroup Center                | 191       | 48      | 1977-1979 |
| 14      | 611 Place                       | 189       | 42      | 1967-1969 |
| 15      | One California Plaza            | 176       | 42      | 1983-1985 |
| 16 - 17 | Century Plaza Tower II          | 174       | 44      | 1969-1973 |
| 16 - 17 | Century Plaza Tower I           | 174       | 44      | 1969-1973 |
| 18      | KPMG Tower                      | 171       | 45      | 1981-1983 |
| 19      | Ernst & Young Plaza             | 163       | 41      | 1982-1985 |
| 20      | SunAmerica Center               | 162       | 39      | 1989-1990 |